# Hans Böker
Hans Heinrich Böker (* 14. November 1886 in Ciudad de Mexico; † 28. April 1939 in Köln) war ein deutscher Anatom und Zoologe.

## Leben

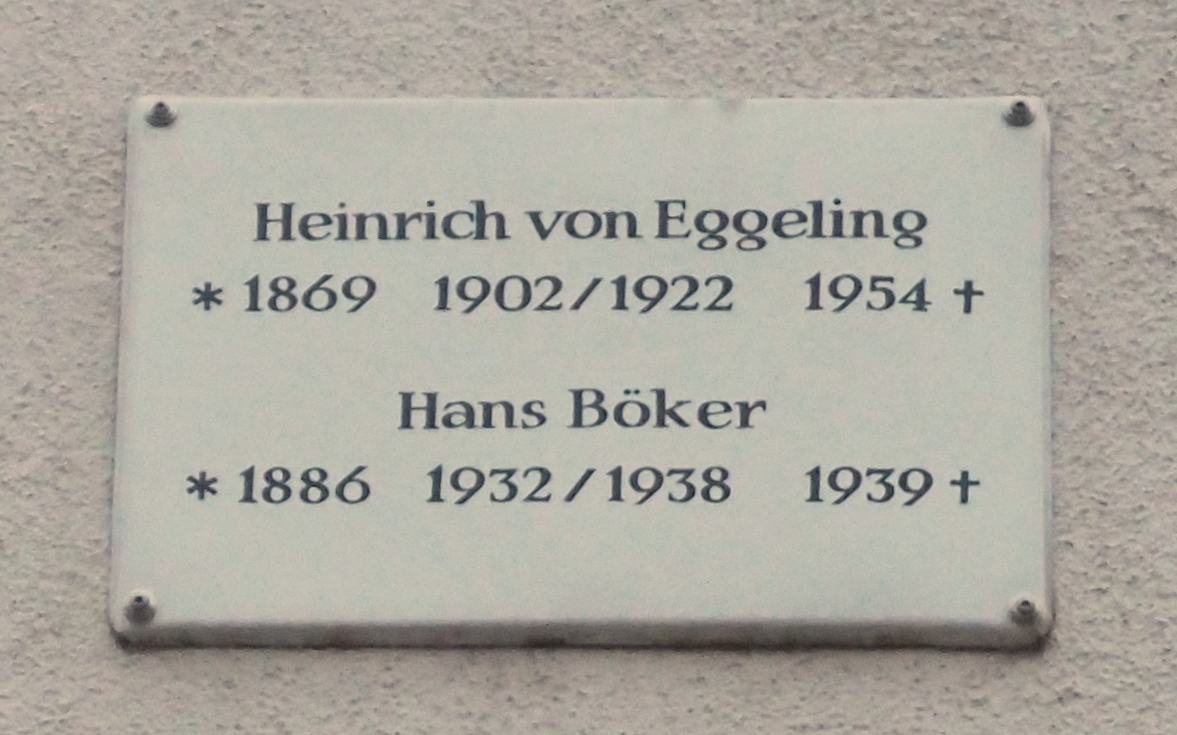
Tafel für Heinrich von Eggeling und Hans Böker in Jena, Teichgraben 7

Hans Böker war ein Sohn des Exportkaufmannes Heinrich Böker und von dessen Frau Luise, geborene von der Nahmer. Zwei Jahre nach seiner Geburt kehrte seine Familie nach Remscheid zurück. Nach dem Abitur studierte Böker ab 1906 Medizin an der Albert-Ludwigs-Universität Freiburg. Er wurde im Corps Hasso-Borussia Freiburg aktiv. Er wechselte an die Christian-Albrechts-Universität zu Kiel und die Friedrich-Wilhelms-Universität zu Berlin. 1911 bestand er in Freiburg das Staatsexamen mit einer Arbeit über die Entwicklungsgeschichte des Schädels des Lachses. 1912 wurde er bei Robert Wiedersheim zunächst Assistent und später Prosektor am Anatomischen Institut der Universität Freiburg, an dem er bis 1932 bis auf kurze Unterbrechungen tätig war. Am 14. Februar 1913 wurde Böker als Arzt approbiert. 1917 habilitierte er sich mit einer Schrift über die Entwicklung der Luftröhre der Zauneidechse und wurde 1921 dort außerordentlicher Professor. Am 1. Oktober 1922 bekam er ein Extraordinariat an der Universität Jena, wo er bis 31. März 1923 blieb. In Freiburg wurde er 1927 als außerordentlicher Professor verbeamtet. 1932 verließ Böker Freiburg und wurde in Jena Ordinarius für Anatomie und Direktor des dortigen Anatomischen Instituts. Am 1. Oktober 1938 folgte er einem Ruf an die Universität zu Köln. Knapp sieben Monate später starb er.
Hans Böker trat 1934 in die Nationalsozialistische Deutsche Arbeiterpartei (Mitgliedsnummer 2.112.104) und am 1. Juli 1934 in die Sturmabteilung R II der NSDAP ein. Seit 2. Mai 1934 war er Förderndes Mitglied der SS (Nr. 1.011.297), im Opferring der NSDAP, seit 1. Juni 1934 der Kreisleitung Jena (Nr. 157), der Nationalsozialistischen Volkswohlfahrt (1934), des Reichsluftschutzbundes (1935) und, dank fünf Kindern, seit 1934 auch des Reichsbundes der Kinderreichen (Böker war zweimal verheiratet: seine erste Frau starb nach Geburt einer Tochter 1915; die zweite, Maria Berg [ab 1917], schenkte ihm drei Söhne und eine weitere Tochter). Dennoch war das nationalsozialistische Regime ihm nicht sehr gewogen, da er Ansichten vertrat, die dem propagierten rein sozialdarwinistischen Menschenbild („Kampf ums Dasein, natürliche Auslese, stärkere Vermehrung der Tüchtigeren“) nicht entsprachen.

## Werk
Seit 1912 hatte Böker zahlreiche Forschungsreisen (u. a. nach Korsika, den Kanaren, Nordafrika) unternommen. Ergebnisse liegen vor in „Die biologische Anatomie der Fortbewegung auf dem Boden und ihre phylogenetische Abhängigkeit vom primären Baumklettern bei den Säugetieren“ (publiziert zusammen mit Rudolf Pfaff 1931), „Tiere im Brasilien – eine biologisch-anatomische Forschungsreise nach Nordbrasilien und an den Amazonas“ (1932) und in den „Grundzügen der vergleichenden biologischen Anatomie der Wirbeltiere“ (2 Bde., 1935, 1937, unvollendet).
Böker wollte mit seiner „vergleichenden biologischen Anatomie“ noch immer lamarckistische Ideen in die zu seiner Zeit (etwa bei Hermann Braus) bereits stärker vom funktionellen Gedanken beherrschten Anatomie einbringen – er sagte: Die vergleichende Anatomie und Biomorphologie („Biomorphologie“ ist außer im Textzusammenhang vorzuziehen, da „Morphologie“ auch einen Bereich der Mathematik, der Linguistik u. a. darstellt). hat bisher weitgehend vom toten Organismus und dessen „Teilen“ (Organen usw.) her gedacht und vernachlässigt, dass ihre Objekte lebende Tiere oder Pflanzen sind, die nur als Ganze (Ganzheiten) agieren. Mindestens ebenso interessant wie die bisher in der Morphologie erforschten Homologien sind doch die Analogien (vgl. unten: Kropfbildungen zweier Vogelarten).- Nach Böker verbleiben die Organismen in „Harmonie“ mit ihrer Umwelt, solange sich diese nicht „ändert“. Geschieht dies, so ergeben sich nun für den Organismus zwei Möglichkeiten: entweder er stirbt aus oder er passt sich der „neuen Situation“ (durch anatomische „Umkonstruktionen“, Böker 1935) an.- Eine solche Argumentation krankt allerdings an ihrem Schematismus, und man zieh Böker bald des Holismus und Lamarckismus. Es gibt z. B. keine „völlige Harmonie“ zwischen Organismus und Umwelt, da ja ständig Fressfeinde, Parasiten, Wetterunbilden „drohen“ oder bereits einwirken – er steht ununterbrochen vor neuen Situationen oder Herausforderungen; ob er es „merkt“ (Uexkülls Merkwelt) oder nicht, ist dabei belanglos.- Im Übrigen hat Böker als Zugeständnis an den Zeitgeist sogar angedeutet, Menschenrassen könnten vielleicht konstanter (d. h. weniger umbildungsfähig) als Tierarten sein.
Der Holismus ist in der Tat heuristisch unergiebig – wie es schon Wilhelm Lubosch (Prof. der Anatomie in Würzburg; † 1938 – selbst kein Darwinist und dem Regime kaum genehm) zum Ausdruck bringt: „Das Ganze existiert real, aber erkennbar ist es nur in den Beziehungen seiner Teile.“ Der Holismus galt damals politischerseits als „gerissener Trick der römisch-katholischen Wissenschaft gegen deutsche Tatsachenforschung, exakte Naturwissenschaft und die Grundlagen unserer Rassenlehre“, und der Gauleiter Thüringens, Fritz Sauckel, erklärte verhindern zu wollen, „dass der Holismus an der Landesuniversität [Jena] Fuß fasst, sondern ihm und verwandten Erscheinungen jede Daseinsmöglichkeit entziehen“. (Auch ein Publikationsverbot wurde diskutiert, aber nicht umgesetzt, weil man doch sehr mit „persönlichen Animositäten“ (Denunziationen) rechnete [Hoßfeld 2003].) In Köln war ein Freund Bökers aus Freiburger Studienjahren, der Anatom Otto Veit (1884–1972) Assistent. Nach Bökers unerwartetem Tod wurde Veit bald Institutsleiter und weigerte sich beharrlich, „unzuverlässige“, missliebige u. ä. Instituts-Mitarbeiter zu entlassen.

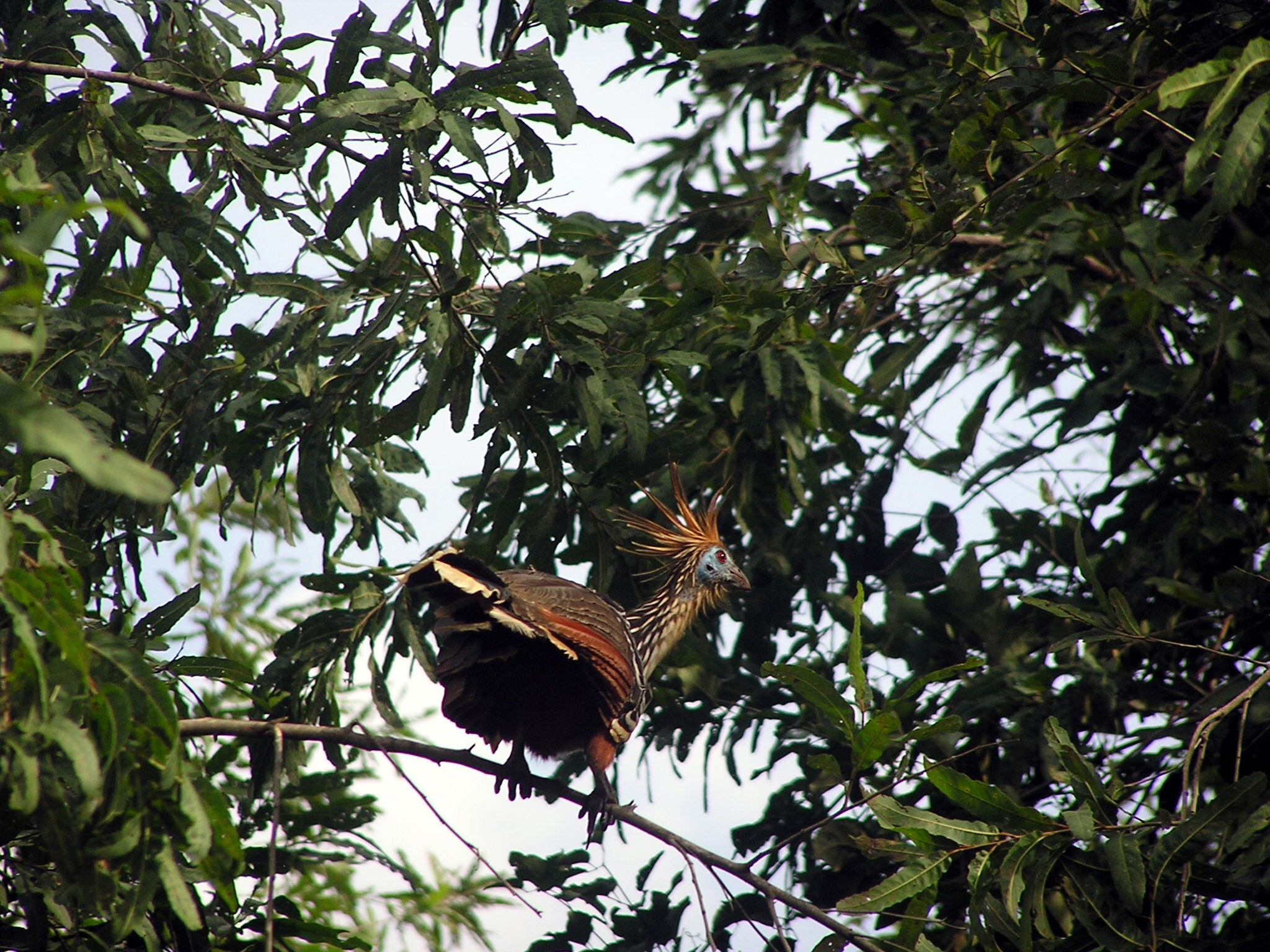
Das Schopfhuhn in der Hylaea

Ernst Mayr hielt den Bökerschen Ansatz nachträglich zwar für vielversprechend und „visionär“, doch machte der frühe Tod des Forschers Spekulationen über dessen Potenzial ohnehin hinfällig. Er stellte viele Fragen der funktionellen Anatomie (vgl. etwa Jan Versluys), aber die Methode ihrer Beantwortung war verfehlt; außerdem stand meist der Erweis der Sinnhaftigkeit dieser Methode im Mittelpunkt, weniger die „Funktionalität“ selbst. Biologische Beobachtungen an lebenden Organismen sind prinzipiell desiderat und machen Bökers Bücher zu „Fundgruben“, begründen aber keinen Holismus, und auch sein Lamarckismus ist nur geeignet, endlose Spekulationen über die „Ursachen“ der Umkonstruktionen zu nähren – beispielsweise beim Schopfhuhn Opisthocomus. (Wenn der riesige Kropf dieses pflanzen- (hauptsächlich blätter)fressenden Vogels noch ein bisschen größer würde, könnte dieser beim ohnehin schon mühsamen Fliegen ohne große Umkonstruktion keine Gleichgewichtslage mehr erreichen, würde sich in der Luft leicht überschlagen und würde also flugunfähig. Dann aber wäre er zum Aussterben verurteilt, weil er ja nicht über die dann nötige Kletterfähigkeit verfügte, die er auch mit noch so großen Umkonstruktionen wohl nicht erreichen könnte usw. Wenn er allerdings mehr tierische Nahrung fräße, die jedoch in seinem amazonischen Biotop ohnedies nur spärlich vertreten ist usw. – dazu wären aber wieder große Umkonstruktionen anatomischer (wie auch physiologischer) Natur nötig.- Wenn schon „gezielte“ Umbildungen zu prekären Resultaten führen, wie sollten erst die ungerichteten des Darwinismus ein Überleben ermöglichen und die „Harmonie wiederherstellen“ können ?).

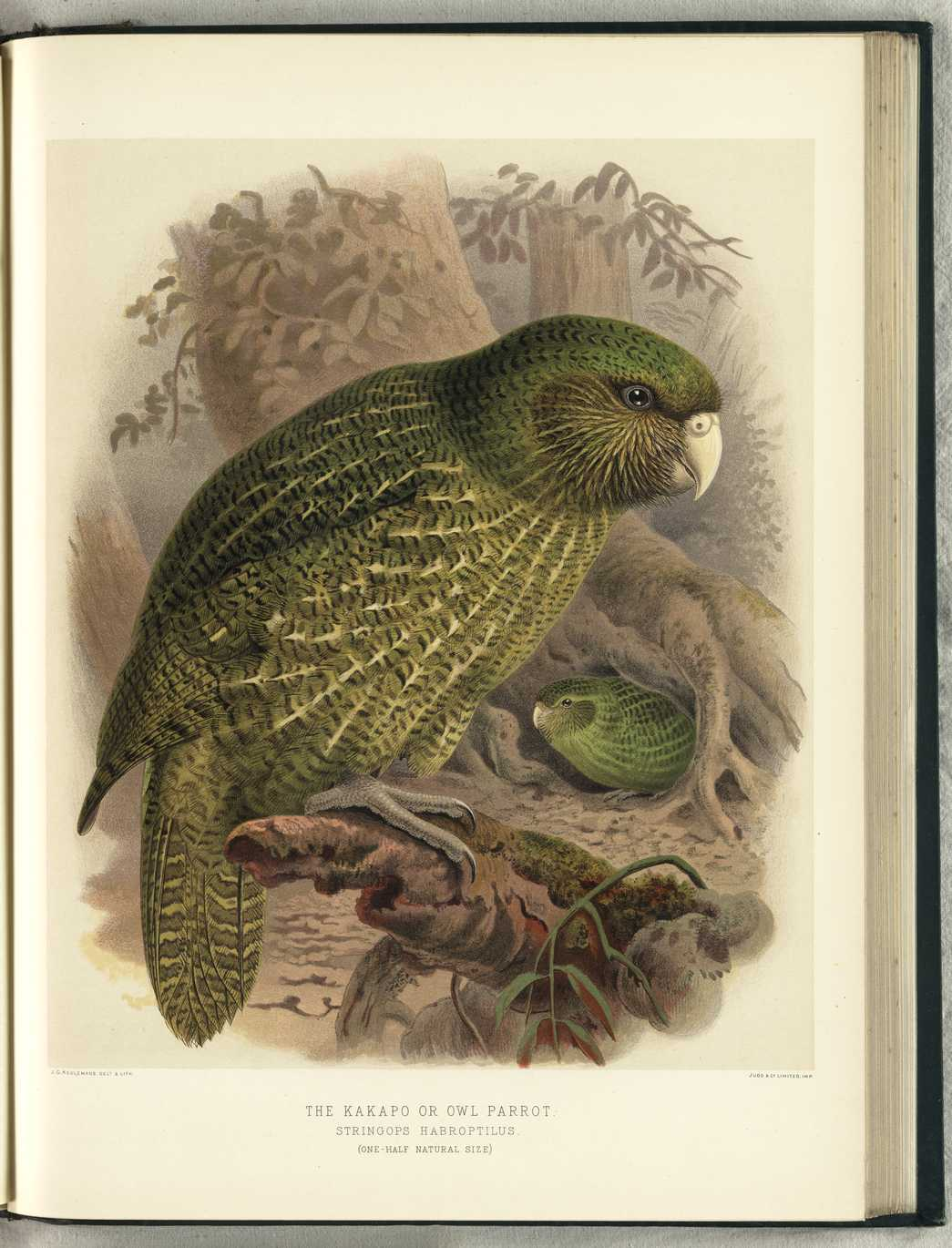
Der vorwiegend pflanzenfressende Eulenpapagei, dessen Entwicklung zur Flugunfähigkeit Böker (Morph. Jb. 63, 1929) ebenfalls erörtert hat.

Hoßfeld zeigt, dass eine ganz ähnliche Auffassung auch dem Lyssenkoismus zugrunde liegt: Der Organismus reagiert als „Ganzes“ auf die Umwelt, etwas wie „Gene“ (die den Organismus hervorbringen oder ihm jedenfalls vorgeordnet sind) gibt es nicht („sind lediglich eine Erfindung der Herrschenden“). Nach heutiger Auffassung ist allerdings der Darwinismus undenkbar, wenn es nicht eine letztlich umweltunabhängige Steuerungsinstanz im Organismus gibt, der insofern also keine „ganzheitliche“ Einheit vorstellen kann (Erwin Schrödinger 1944).

## Ehrungen
Böker war Mitglied oder Ehrenmitglied zahlreicher wissenschaftlicher Gesellschaften wie der Deutschen Akademie der Naturforscher Leopoldina (1938).

## Schriften
- Der Schädel von Salmo salar: ein Beitrag zur Entwickelung des Teleostierschädels. Bergmann, Wiesbaden 1913. – Examensarbeit
- Die Entwicklung der Trachea bei Lacerta agilis. Veit, Leipzig 1918. – Habilitationsschrift
- Begründung einer biologischen Morphologie. In: Zeitschrift für Morphologie und Anthropologie. Band 24, 1924, S. 1–22.
- Die biologische Anatomie der Flugarten der Vögel und ihre Phylogenie. In: Journal für Ornithologie. Band 75, Nummer 2, 1927, S. 304–371, doi:10.1007/BF01906605.
- Die biologische Anatomie der Fortbewegung auf dem Boden und ihre phylogenetische Abhängigkeit vom primären Baumklettern bei den Säugetieren; Die biologische Anatomie der Renner. In: Gegenbauers morphologisches Jahrbuch. Band 68, 1931, S. 519–531. – mit Rudolf Pfaff
- Goethe und die Anatomie. In: Münchener Medizinische Wochenschrift. Band 79, 1932, S. 457–461.
- Tiere in Brasilien. Strecker und Schröder, Stuttgart 1932.
- Artumwandlung durch Umkonstruktion, Umkonstruktion durch aktives Reagieren der Organismen. In: Acta Biotheoretica. Band 1, Nummer 1/2, 1935, S. 17–34, doi:10.1007/BF02324293.
- Einführung in die vergleichende biologische Anatomie der Wirbeltiere. 2 Bände, Gustav Fischer, Jena 1935–1937.